# Hans Houtsmuller
Adelbert Johannes (Hans) Houtsmuller (Malang, 19 augustus 1924 – Rotterdam,  6 maart 2015) was een Nederlands internist en orthomoleculair arts.
Hij studeerde geneeskunde in Lausanne en Amsterdam. Hij werd in Utrecht opgeleid tot internist, en promoveerde in 1959 op het proefschrift "Kalium- en natriumstofwisseling van erythrocyten". Het grootste deel van zijn carrière was hij, als diabetoloog en wetenschappelijk hoofdmedewerker, verbonden aan het Rotterdamse Oogziekenhuis, onderdeel van de Erasmusuniversiteit. Hij was van 1974 tot 1986 lid van de Voedingsraad. Hij is auteur van ruim honderd artikelen en acht boeken, vooral op zijn aandachtsgebied: diabetes en voeding. In de jaren negentig was hij auteur van het boek Niet-toxische tumortherapie: een aanvulling en medeauteur van Het Dr. Houtsmullerdieet, voeding als sterk wapen tegen kanker, waarin hij een dieet beschrijft dat gunstig zou werken bij de behandeling van kanker. Deze laatste boeken hebben veel publiciteit en controverse veroorzaakt.

## Onderzoek
Het onderzoek van Houtsmuller concentreerde zich op diabetische retinopathie, de aantasting van het oognetvlies bij diabetes. Hij leidde onder meer een experiment waarin hij vond dat een dieet rijk aan het meervoudig onverzadigde vetzuur linolzuur de achteruitgang van het netvlies bij diabetici remde. Deze bevinding is nog niet gereproduceerd.
Ter gelegenheid van zijn pensionering bij het Oogziekenhuis werd Houtsmuller, op voordracht van zijn patiënten, benoemd tot Officier in de Orde van Oranje-Nassau.

## Affaire Houtsmuller
In de boeken Niet-toxische tumortherapie: een aanvulling en Het Dr. Houtsmullerdieet, voeding als sterk wapen tegen kanker beweerde Houtsmuller dat hij zichzelf, met behulp van zijn dieet, had genezen van een uitgezaaide en niet meer te behandelen vorm van kanker, een melanoom op het been. Naar eigen zeggen is Houtsmuller eind december 1997, na publicatie van zijn boek Niet-toxische tumortherapie, door zijn oncoloog ervan op de hoogte gesteld dat er helemaal geen uitzaaiingen van het melanoom geweest waren, en dat de claim in het boek dat hij zichzelf van een melanoom met uitzaaiingen had genezen dus niet klopte. Houtsmuller heeft echter in 1998 in het openbaar nog tweemaal volgehouden dat er wel sprake was van onbehandelbare kanker, namelijk in een publicatie in Gezondheidsnieuws van december 1998 en een publicatie in TV-studio van juni/juli 1998.
Naar eigen zeggen heeft Houtsmuller begin 1998 de uitgever ervan op de hoogte gesteld dat er geen sprake was van onbehandelbare kanker met uitzaaiingen. Dit is vervolgens openbaar gemaakt middels een inlegvel bij het boek Niet-toxische tumortherapie. Later heeft hij de onjuistheid van zijn eerdere beweringen bevestigd in een aantal interviews, waaronder een tv-interview door Sonja Barend in het televisieprogramma B&W op 22 maart 1999. Hij heeft in dat interview toegegeven dat er bij hem, in tegenstelling tot wat hij in zijn boek beweert, geen sprake was van onbehandelbaar kanker, maar dat het melanoom middels een chirurgische excisie volledig was verwijderd. Ter verdediging beweerde hij dat hij jarenlang door zijn eigen artsen op het verkeerde been zou zijn gezet.

## Juridische strijd met de Vereniging tegen de Kwakzalverij
Door de Vereniging tegen de Kwakzalverij werd Houtsmuller in 1999, bij monde van de voorzitter Renckens, betiteld als kwakzalver. Dit gebeurde naar aanleiding van het feit dat Houtsmuller door de stichting Koningin Wilhelmina Fonds (dat voornamelijk geld inzamelde tegen kanker) was uitgenodigd om te spreken op een symposium over voeding en kanker. De vereniging beweerde dat Houtsmuller in kringen van reguliere kankerbehandelaars geen enkel draagvlak genoot en met het aanbieden van ongevalideerde therapieën aan kwetsbare kankerpatiënten elementaire gedragsregels voor artsen overtrad. Zij verwees daarbij ook naar de affaire 'Flora', een vrouw die (kort daarvoor) haar baarmoederhalskanker behandelde met het macrobiotische dieet en vervolgens overleed. Overigens heeft Houtsmuller nooit de macrobiotiek gepropageerd.
Houtsmuller eiste hierop via zijn advocaten dat de kwalificatie 'kwakzalver' gerectificeerd zou worden door middel van advertenties in drie grote landelijke kranten. Daarin zouden de beschuldigingen van Renckens, namelijk 'oplichter, kwakzalver en leugenaar' onrechtmatig genoemd moeten worden. Op 4 mei 1999 volgde een kort geding. Met het vonnis van 12 mei van de Amsterdamse arrondissementsrechtbank werden de vorderingen van Houtsmuller afgewezen. Het gebruik van de termen 'kwakzalver' en 'leugenaar' vond de rechtbank rechtmatig. In aanmerking nemend dat de werking van het Houtsmullerdieet niet is bewezen overwoog de rechtbank onder meer: "in de wandeling wordt in de medische wereld een behandeling, waarvan in geen enkel opzicht is bewezen dat zij de beweerde werking heeft, betiteld als kwakzalverij". Renckens mocht Houtsmuller van de rechtbank ook "leugenaar" noemen, omdat eind 1997 duidelijk was geworden dat hij nimmer dankzij zijn dieet van kanker is genezen, en dit desondanks in twee uitingen in 1998 is blijven volhouden.
Houtsmuller tekende hiertegen hoger beroep aan, en kreeg van het Amsterdamse gerechtshof alsnog gelijk. Het hof oordeelde dat het onrechtmatig was van Renckens en de Vereniging tegen de Kwakzalverij om Houtsmuller een kwakzalver of leugenaar te noemen en veroordeelde hen tot een dwangsom van 10.000 gulden voor iedere overtreding van dat verbod. Daarnaast achtte het Hof onbewezen dat Houtsmuller pretendeerde kanker te genezen met zijn dieet. Volgens het Hof wordt de term 'kwakzalver' door het publiek vooral opgevat in de betekenis van oplichter en opzettelijke misleider. De Vereniging tegen de Kwakzalverij heeft deze beschuldiging niet hard kunnen maken volgens het Hof.
De Vereniging tegen de Kwakzalverij is van genoemd arrest niet in cassatie gegaan. Als redenen gaf zij onder meer de hoge proceskosten op, alsmede het feit dat in hoogste instantie de feiten niet opnieuw worden behandeld.

## Houtsmullerdieet
Het Houtsmullerdieet is een variant op het Moermandieet van de Vlaardingse huisarts Cornelis Moerman, die een controversieel dieet ontwikkelde waarmee hij kankerpatiënten behandelde. Er bestaat geen wetenschappelijk bewijs voor de werkzaamheid van deze diëten.
Houtsmuller is in 2003 door de Maatschappij ter Bevordering van de Orthomoleculaire Geneeskunde onderscheiden met de "Orthomoleculaire trofee" en in 2005 door de Vereniging Nederlands Genootschap Orthomoleculaire Oncologie (NGOO) voor zijn bijzondere bijdrage aan de vereniging.

## De rol van vet en suiker in de ontwikkeling van Diabetes type 2
Wat minder aandacht heeft gekregen is dat Houtsmuller als internist en wetenschapper zijn tijd vooruit was met onderzoek naar de stofwisseling van suikers en vetten en de rol daarvan in  het ontstaan van Diabetes type 2. Zijn publicatie met de titel The role of fats in the treatment of diabetes mellitus (1975) was baanbrekend maar de relatie met het toen nog amper onderkende Diabetes type 2 is nooit verder door hem uitgewerkt. De titel suggereert echter dat het gaat over diëtiek voor suikerpatienten maar is vooral baanbrekend gebleken voor de onderbouwing van net belang van het dieet in de ontwikkeling van Diabetes type 2 bij gezonde mensen. Helaas heeft de publicatie niet de waardering gekregen die het verdient. 
In het artikel wordt onderbouwd dat te veel suiker en te weinig vet in de voeding de stofwisseling uit balans kan brengen en juist vetophoping en daarmee adipositas wordt veroorzaakt en ook Diabetes type 2. In die tijd, waarin het nog steeds levende beeld dat adipositas (alleen) wordt veroorzaakt door het eten van veel vet nog leidend was, was dat een unieke bevinding die door later stofwisselingsonderzoek steeds is bevestigt maar zonder de eer aan Houtsmuller te gunnen. Zijn onderzoeksresultaten bleken zijn tijd ver voorruit te zijn en de gepresenteerde stofwisselingsschema's zijn nog steeds uniek. 